# Raytown (Misuri)
Raytown es una ciudad ubicada en el condado de Jackson en el estado estadounidense de Misuri. En el Censo de 2010 tenía una población de 29526 habitantes y una densidad poblacional de 1.143,32 personas por km².

## Geografía
Raytown se encuentra ubicada en las coordenadas 38°59′42″N 94°27′54″O / 38.99500, -94.46500. Según la Oficina del Censo de los Estados Unidos, Raytown tiene una superficie total de 25.82 km², de la cual 25.72 km² corresponden a tierra firme y (0.42%) 0.11 km² es agua.

## Demografía
Según el censo de 2010, había 29526 personas residiendo en Raytown. La densidad de población era de 1.143,32 hab./km². De los 29526 habitantes, Raytown estaba compuesto por el 67.74% blancos, el 25.13% eran afroamericanos, el 0.46% eran amerindios, el 1.02% eran asiáticos, el 0.21% eran isleños del Pacífico, el 1.91% eran de otras razas y el 3.54% pertenecían a dos o más razas. Del total de la población el 5.12% eran hispanos o latinos de cualquier raza.